# Saint-Valérien, Yonne
Saint-Valérien là một xã trong tỉnh Yonne, thuộc vùng Bourgogne-Franche-Comté của nước Pháp, có dân số là 1540 người (thời điểm 1999).

## Nhân khẩu học
| 1962 | 1968  | 1975  | 1982  | 1990  | 1999  |
| ---- | ----- | ----- | ----- | ----- | ----- |
| 854  | 1 172 | 1 231 | 1 437 | 1 666 | 1 540 |

## Các thành phố kết nghĩa
- Rhaunen, Đức
- Drebach, Đức